# Plumeria obtusa
Plumeria obtusa é uma espécie do gênero Plumeria, nativa das Grandes Antilhas, norte da América Central e sudeste do México.  É um arbusto grande (ou uma árvore pequena), que pode crescer até 8 m.

## Galeria
- Commons
- Wikispecies

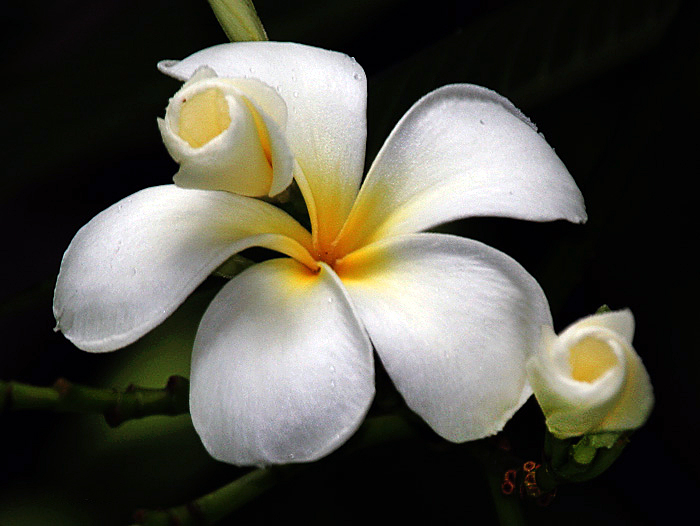
Flor
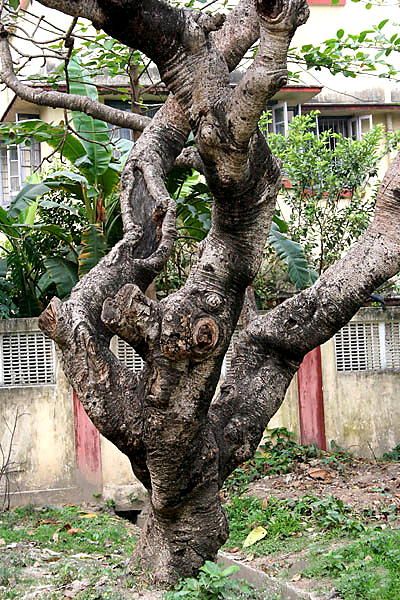
Tronco